# Abundâncio (cônsul)

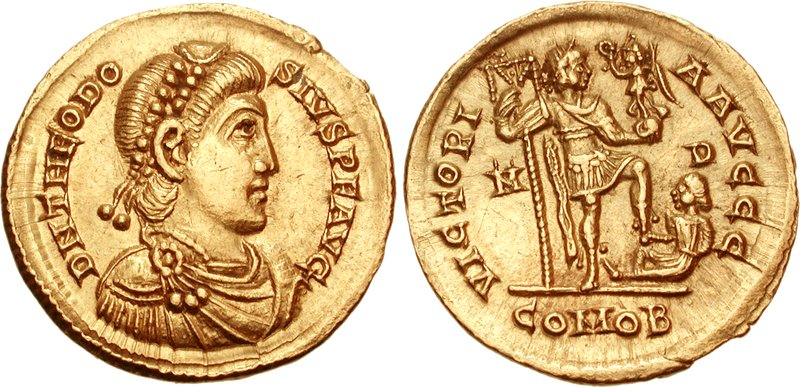
Soldo de Teodósio r.

Flávio Abundâncio (em latim: Flavius Abundantius; fl. 375-400) foi um militar romano que esteve ativo no reinado dos imperadores Graciano (r. 375–383), Teodósio (r. 378–395) e Arcádio (r. 395–408).

## Vida
Abundâncio era nativo da Cítia Menor. Serviu sob Graciano e alcançou alto ofício com Teodósio. Entre 392-393, exerceu os ofícios de conde e mestre dos soldados e em 393 foi nomeado cônsul posterior com Teodósio. Em 394, na campanha contra o usurpador Flávio Eugênio (r. 392–394), provavelmente permaneceu em Constantinopla junto com Arcádio. É possível, contudo, que por esta época ele já tivesse se retirado dos serviços miliares para servir no consistório da corte. Em 396, foi vítima do ganancioso Eutrópio que, na tentativa de eliminar possíveis concorrentes, conseguiu que fosse banido para Sidom, na Fenícia, e depois para Pítio, uma cidade do mar Negro. Ainda estava vivo por 400.